# Biest (Waregem)

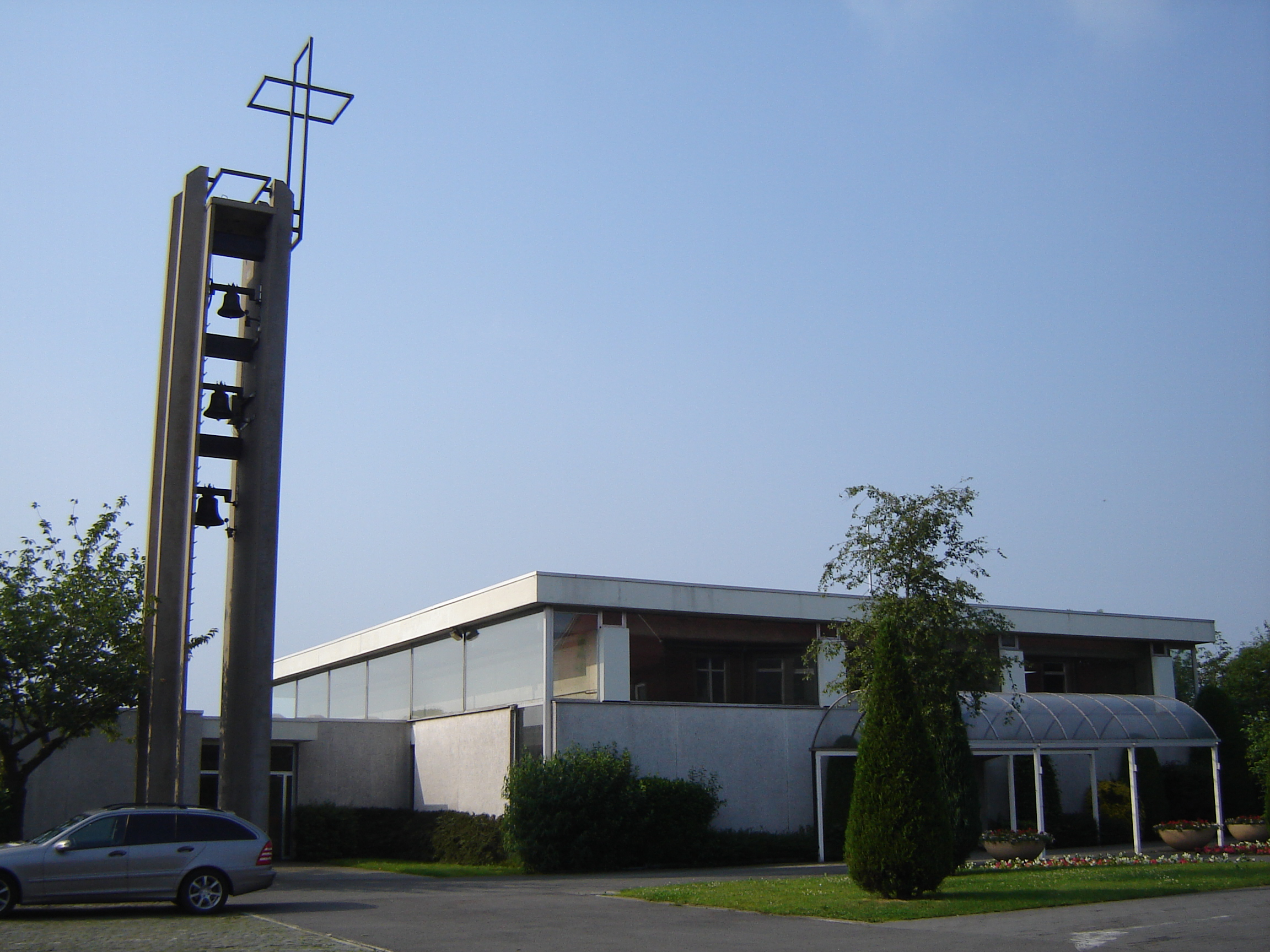
Sint-Jozefskerk

De Biest is een wijk in de stadskern van Waregem in de Belgische provincie West-Vlaanderen. Biest ligt in het zuiden van de stadskern, bij de expresweg N382 en dicht bij de afrit van de snelweg A14/E17.
De Biest had een eigen parochie, die in 1966 werd opgericht. De toenmalige deken E.H. Jozef Verzele had sterk gepleit voor de oprichting en als patroonheilige koos men daarom Sint-Jozef. De Sint-Jozefkerk is een modern kerkgebouwtje. Het gebouw heeft een plat dak met er onder grote ramen die veel licht binnenlaten. In een open vrijstaand torentje hangen de klokken. Sinds juni 2021 is de kerk ontwijd en uit de eredienst genomen. Zij wordt nu beheerd door de Stad Waregem.
Deelgemeenten: Beveren · Desselgem · Sint-Eloois-Vijve · Waregem

Overige plaatsen: Biest · Gaverke · Nieuwenhove

Belgische gemeenten · Arrondissement Kortrijk · West-Vlaanderen · Vlaanderen